# Gare de Fullerton
La  gare de Fullerton (ou Fullerton Transportation Center) est une gare ferroviaire des États-Unis située à Fullerton en Californie ; elle est desservie par Amtrak. C'est une gare avec personnel.

## Histoire
Elle est mise en service en 1923.

## Service des voyageurs

### Desserte
- Lignes d'Amtrak[1] :
  - Le Southwest Chief: Los Angeles - Chicago
  - Le Pacific Surfliner: San Diego - San Luis Obispo
- Metrolink
  - 91 Line
  - Orange County Line